# Емануель Вірт
Емануель Вірт (нім. Emanuel Wirth; 18 жовтня 1842, Лудіц, Веймарська республіка — 5 січня 1923, Берлін, Німеччина) — німецький скрипаль і альтист.
Навчався в Празі у Моріца Мільднера. Деякий час був концертмейстером курортного оркестру в Баден-Бадені, потім в 1864-1877 рр. працював у Роттердамі як концертмейстер одного з місцевих оркестрів і педагог, очолював струнний квартет. У 1877 р. через від'їзд Едуарда Раппольді до Дрездена був запрошений зайняти його місце в Берліні як один із помічників Йозефа Йоахіма.

Відомий перш за все як асистент Йоахіма в його класі в Берлінській вищій школі музики, де у нього вчилися, зокрема, Карл Прілль, Альберт Стессель, Едмунд Северн і Крістіан Тімнер. За відгуком Августа Вільгельма, Вірт був кращим скрипковим педагогом свого покоління, а Северн згодом стверджував, що як учитель Вірт, можливо, і перевершував Йоахіма; за словами Северна:
"Викладання скрипки було для нього культом, релігією; і я думаю, він вірив у те, що Бог послав його на землю вчити грати на скрипці".
Крім того, протягом майже 30 років (1877 - 1906 ) Вірт грав на альті в знаменитому Квартеті Йоахіма.
Син Вірта, Йозеф, був одружений із Юлією, дочкою відомого музичного педагога Юліуса Штокхаузена.